# ناحیه لودون، شهرستان فایت، ایلینوی
ناحیه لودون (به انگلیسی: Loudon Township) یک منطقهٔ مسکونی در ایالات متحده آمریکا است که در شهرستان فایتی، ایلینوی واقع شده‌است. ناحیه لودون ۱۸۳ متر بالاتر از سطح دریا واقع شده‌است.